# Ol' Blue Eyes Is Back
Ol' Blue Eyes Is Back è il primo album del cantante statunitense Frank Sinatra dopo il suo temporaneo ritiro, avvenuto subito dopo la pubblicazione dell'album Sinatra & Company. L'album ha avuto un grande successo commerciale negli USA e nella Gran Bretagna. Per il disco del ritorno, The Voice scelse il genere del pop orchestrale, molto simile a quello che si sente in My Way. Dal punto di vista vocale, molti critici affermano che Sinatra è in forma migliore rispetto a Sinatra & Company e Watertown, anche se alcuni sono del parere che gli album precedenti siano migliori di questo.

## Registrazione
La registrazione dell'album Ol' Blue Eyes Is Back è avvenuta il 4, 5 e 21 giugno e il 20 agosto 1973, il tutto fu pubblicato sotto l'arrangiamento di Gordon Jenkins e Don Costa nel settembre 1973.

## Tracce
1. You Will Be My Music (Joe Raposo) – 3:52
2. You're So Right (For What's Wrong in My Life) (Victoria Pike, Teddy Randazzo, Roger Joyce) – 4:03
3. Winners (Raposo) – 2:50
4. Nobody Wins (Kris Kristofferson) – 5:10
5. Send in the Clowns (Stephen Sondheim) – 4:10
6. Dream Away (John Williams, Paul Williams) – 4:22
7. Let Me Try Again (Laisse Moi le Temps) (Paul Anka, Sammy Cahn, Michel Jourdon) – 3:31
8. There Used to Be a Ballpark (Raposo) – 3:34
9. Noah (Raposo) – 4:22

## Musicisti
- Voce: Frank Sinatra
- Arrangiatore e Conduttore: Gordon Jenkins, Don Costa.